# Reichenau, Baden-Württemberg
Reichenau är en kommun i Landkreis Konstanz i regionen Schwarzwald-Baar-Heuberg i Regierungsbezirk Freiburg i förbundslandet Baden-Württemberg i Tyskland.
I kommunen ingår Klosterön Reichenau i Bodensjön, fem separata områden på halvön Bodanrück och dammen mellan ön och halvön.
Kommunen ingår i kommunalförbundet Konstanz tillsammans med staden Konstanz och kommunen Allensbach.